# Batalha de Humera
Batalha de Humera foi uma batalha travada entre a Etiópia e as forças aliadas contra as forças leais à Frente de Libertação do Povo Tigray (FLPT) na cidade de Humera durante a Guerra do Tigray. A batalha ocorreu de 9 de novembro a 11 de novembro de 2020, e foi o primeiro registro em que as tropas da Eritreia entraram em ação. Também provocou o massacre de Humera, quando as tropas de Amhara e etíopes começaram a espancar e matar civis. Muitos mais civis foram mortos e feridos por causa dos bombardeios durante a batalha.

## Prelúdio
De acordo com um membro da milícia local, as forças especiais de Tigray já haviam deixado a cidade sob controle da milícia antes do início da batalha. As forças especiais eram necessárias em outros povoados e cidades no oeste de Tigray. Nenhum sistema de defesa significativo foi instalado e a maioria das forças da milícia foram estacionadas ao longo do rio Tekeze com rifles de assalto AK-47, metralhadoras e atiradores.

## Batalha

### Combates terrestres
Logo depois, as forças federais começaram uma troca de tiros com milícias locais em um acampamento perto da fronteira com a Eritreia. Pelo menos um soldado federal foi morto quando atravessava pela ponte Tekeze em direção à Eritreia. Houve feridos entre ambas as forças. Em 10 de novembro, as forças federais capturaram o aeroporto de Humera. No mesmo dia, as milícias locais trocaram tiros de metralhadora contra os soldados que cruzavam a ponte Tekeze da Eritreia para a Etiópia. As forças especiais de Tigray regressaram a Humera para apoiar as milícias disparando contra a Eritreia com armamento pesado, porém mais uma vez abandonaram as milícias e deslocaram-se para o centro de Tigray.
Comentando sobre o cerco, o presidente da região de Tigray, Debretsion Gebremichael disse:
Desde ontem, o exército do [líder eritreu] Isaias [Afwerki] cruzou a fronteira do país e invadiu. Eles estavam atacando via Humera usando armas pesadas.
A Eritreia negou envolvimento na guerra, mas posteriormente, o seu envolvimento foi confirmado pelos Estados Unidos.
Em 11 de novembro, as milícias locais perderam o controle da cidade.

### Bombardeio

#### Bombardeio de civis
O fogo de artilharia do acampamento Heligan, localizado nos arredores de Humera, envolveu a área na manhã de 9 de novembro. Os bombardeamentos a partir da Eritreia mataram e feriram civis e danificaram várias estruturas. Continuou até a noite e recomeçou na manhã de 10 de novembro.
De acordo com os médicos do hospital Kahsay Aberra, cerca de 200 civis ficaram feridos e 46 foram mortos durante o intenso bombardeio. Muitos médicos fugiram para cidades próximas ou para o Sudão. Um médico disse: 
Civis começaram a chegar ao hospital com ferimentos no abdômen, tórax e cabeça. Estávamos perdidos ... Pessoas sem mãos, pessoas com os estômagos para fora. Isso continuou o dia todo. Não sei como ele fez isso, mas um menino trouxe uma mulher ao hospital; seus intestinos estavam para fora. Ele tentou amarrar um lenço em volta da cintura dela. De alguma forma, conseguimos costurá-la.
Outros membros da equipe transportaram cerca de 50 feridos para Adebay, enquanto muitos foram deixados para trás.

#### Bombardeio de alvos militares
Os projéteis atingiram alguns alvos militares, conforme descobertos pela Human Rights Watch, como o acampamento China e uma prisão abandonada pelas forças especiais de Tigray transformada em acampamento militar.